# Кунилингус
Кунилингус (cunnus: вулва; lingus: език) е сексуално действие за доставяне на сексуално удоволствие, при което партньорът (мъж или жена) използва езика си за стимулиране на половите органи на женския индивид. Кунилингус е вид орален секс.

## Описание
Кунилингусът има за цел подготовка на партньорката за класически полов акт и/или предизвикване на оргазъм. Партньорът може да бъде както мъж, така и друга жена.
Съществуват най-различни практически техники за осъществяване на кунилингус, както и най-различни пози. В повечето случаи стимулацията се съсредоточава върху най-чувствителните зони на половия орган като клитора и малките срамни устни. Позата изцяло зависи от предпочитанията на партньорите. Женските гениталии, и преди всичко вулвата и клитора, биват целувани и близани с устни и език. Вагината също може да бъде стимулирана с език. Посредством кунилингуса жената може да бъде доведена до особено интензивен (или многократен) оргазъм, тъй като се постига директно дразнение на клитора. Не всички жени достигат до оргазъм при кунилингус.
Клиторът е еротично най-чувствителната част от тялото при почти всички жени, но може да не е много чувствителен към нежна стимулация, особено в ранните стадии на стимулиране. Шир Хайт отбелязва, че повечето жени лесно постигат оргазъм от стимулирането на клитора при кунилингус. Някои учебници по секс препоръчват да се започва с бавни и нежни ласки по срамните устни и цялата генитална област. Това може да се направи с върха, предната или долната част на езика, както и с носа, брадичката и устните. Движенията могат да бъдат бавни или бързи, постоянни или хаотични, твърди или меки в зависимост от предпочитанията на партньора. Може също да се вкара стегнат или подвижен език във влагалището.
Кунилингусът може да бъде придружен от въвеждането на пръсти или еротични играчки във влагалището, което едновременно стимулира G-точката или ануса.

## Полово предавани болести
Обратно на общественото вярване, болестите, предавани по сексуален път, могат да се предадат чрез орален секс. Когато се пристъпва към кунилингус, трябва да се има предвид, че има опасност от заразяване с болести като сифилис, хепатит В, хламидиоза, човешки папиломен вирус (HPV), гонорея, херпес, генитални брадавици и дори HIV. Венерическите болести се разпространяват чрез телесните течности, така че при наличие на раничка в устата, колкото и малка и незабележима да изглежда, съществува риск от заразяване с венерическа болест, дори и да не е осъществен пенетративен генитален полов контакт.
Най-безопасният начин за пристъпване към кунилингус е употребата на т. нар. дентална преграда (латексна салфетка). Това е парче латекс, използвано за покритие на вагината, така че нейните течности да не попаднат в устата. Някои партньори на жената се опитват да си направят собствени такива прегради чрез срязване на един презерватив през средата.

## Биологично значение
По-рано се е считало, че с кунилингус се занимават само хора, но той е открит и при животни, например при летящите лисици. Кунилингусът при летящите лисици влиза в типичната им сексуална активност и с него започва и завършва чифтосването. Той е важен, тъй като възбужда женската, и колкото са по-дълги предварителните ласки, толкова е по-дълъг половият акт. Според биолози под ръководството на Маримуту Ганапати от Университета в индийския град Мадурай мъжките могат по този начин да отделят от тялото на женските сперматозоиди, оставени от предишни сексуални партньори. Обаче ласките след акта са значително по-дълги от предварителните, а техният практически смисъл остава неразбираем, тъй като мъжките рискуват да отстранят и собствените си сперматозоиди.

## Кунилингус в историята и културата
- Кунилингусът е бил любима сексуална техника на древногръцката поетеса Сафо.[6][7]
- Китайската императрица У Цзетян от династията Тан въвела в придворния етикет обичай за това да се възвиси жената и да се унижи мъжа. Тъй като фелациото е било символ на мъжкото превъзходство, тя въвела за придворните задължението „облизване на тичинките на лотоса“ (половите устни), което е било възнесено до високо ниво, символизирайки пришествието на ерата на женското превъзходство. Тя заставяла всички чиновници и сановници да изказват особено уважение към Нейно Императорско Величество посредством кунилингус.[8]
- Сред известните мъже, отдаващи своите симпатии към тази сексуална практика, са знаменитият диригент Артуро Тосканини (което е отразено в публикувана в недалечно време негова кореспонденция с различни жени). По твърдение на Тосканини той е бил познат със стара селянка, която му разказала, че и Джузепе Верди е имал същите склонности.[9]
- През 1814 година японският художник Кацусика Хокусай публикува гравюрата „Сън на жената на рибаря“, на която е изобразен октопод, правещ кунилингус на жена. Гравюрата получава голяма известност в цял свят и в продължение на столетия.[10]
- Във филмите с непорнографски характер се среща кунилингус, в частност във филма „9 песни“.